# Medalla y Placa a la Promoción de los Valores de Igualdad
La Medalla y Placa a la Promoción de los Valores de Igualdad son las dos modalidades que integran una condecoración civil española que tiene como finalidad distinguir y premiar la actuación de personas o entidades que se hayan destacado de forma relevante en el ejercicio y promoción de los valores de la igualdad de oportunidades y en la eliminación de toda clase de discriminación basada en cualquier condición personal o social. Se encuentra regulada por el real decreto 300/2009, de 6 de marzo, por el que se crean la Medalla y la Placa a la Promoción de los Valores de Igualdad. El real decreto se completa con la Orden IGD 1661/2009, de 17 de junio, por la que se regulan las características y las condiciones de otorgamiento y empleo de la Medalla y la Placa a la Promoción de los Valores de Igualdad.

## Grados
- La Medalla a la Promoción de los Valores de Igualdad: Se otorga a las personas, tanto españolas como de otros países, que hayan destacado de forma relevante por sus actuaciones en este ámbito y en la eliminación de toda clase de discriminación basada en cualquier condición personal o social. Cuenta con una única categoría.
- La Placa a la Promoción de los Valores de Igualdad: Se concede como reconocimiento a las actividades realizadas por organismos, instituciones, entidades y empresas, tanto públicas o privadas, españolas o de otros países, que hayan destacado por el ejercicio continuado de actividades de especial contribución a la consecución de la igualdad entre las personas. Al igual que la medalla, solamente posee una única modalidad.

La imposición de la Medalla y la Placa a la Promoción de los Valores de Igualdad es entregada, de forma general, por el titular del Ministerio de Sanidad, Política Social e Igualdad, inicialmente Ministerio de Igualdad.

## Desposesión de distinciones
El agraciado con cualesquiera de las categorías que haya sido sentenciado por la comisión de un delito doloso o pública y notoriamente haya incurrido en actos contrario a las razones determinantes de la concesión de la distinción podrá, en virtud de expediente iniciado de oficio o por denuncia motivada, y con intervención del Fiscal de la Real Orden, ser desposeído del título correspondiente a la distinción concedida, decisión que corresponde a quien la otorgó.